# Spy Smasher
Spy Smasher ist zwölfteiliges Schwarz-weiß-Serial von Republic Pictures aus dem Jahr 1942. Die Titelfigur stammt (genauso wie Captain Marvel) aus den Whiz Comics des Fawcett-Verlags.

## Handlung
Alan Armstrong als Spy Smasher ist ein Superheld und freiberuflicher Agent, der nicht mit der US-Regierung verbunden ist, da das Land seinen Verbündeten im Zweiten Weltkrieg noch nicht beigetreten ist.  Nachdem er Informationen über die Aktivitäten der Nazis im besetzten Frankreich entdeckt hat, wird er gefangen genommen und hingerichtet.  Mit Hilfe von Pierre Durand flieht er jedoch zurück in die USA und trifft sich mit seinem Zwillingsbruder Jack. Jack wird von einem Nazi-Agenten auf amerikanischem Boden fälschlicherweise erkannt und angegriffen. Der Agent arbeitet für einen Sabotageführer mit dem Codenamen The Mask, der ein U-Boot in Küstennähe betreibt.
Die Angriffe von The Mask beginnen auf die Vereinigten Staaten mit dem Versuch, das Land mit gefälschtem Geld zu überfluten und die Wirtschaft zu zerstören. Wenn dies besiegt ist, fährt er mit anderen Angriffen fort, einschließlich der Zerstörung von Flugzeugen, Öl und Munition, die für Großbritannien bestimmt sind.  Ständige Niederlagen durch Spy Smasher mit Unterstützung von Jack Armstrong und Admiral Corby führen den Bösewicht auch dazu, den Kampf zurück zum maskierten Helden zu führen.  Am Ende wird der Bösewicht an Bord seines eigenen U-Bootes in einem Meer aus flammendem Öl getötet.

## Hintergrund
Die Produktionskosten betrugen 153.682 USD und der Serial brachte 156.431 USD. Es war das teuerste Republic Serial von 1942. Spy Smasher wurde zwischen dem 22. Dezember 1941 und dem 29. Januar 1942 gedreht. Die Produktionsnummer der Serie war 1196. Es entstanden zwölf Teile:
1. America Beware
2. Human Target
3. Iron Coffin
4. Stratosphere Invaders
5. Descending Doom
6. The Invisible Witness
7. Secret Weapon
8. Sea Raiders
9. Highway Racketeers
10. 2700° Fahrenheit
11. Hero’s Death
12. V…

Spy Smashers Flugzeug aus dem Comic, der Gyrosub, wurde für die Serie in ein geheimes Nazi-Flugzeug namens The Bat Plane geändert.  Mort Glickman wiederholte das Thema V for Victory aus Beethovens 5. Symphonie im Titellied Spy Smasher.
1966 erschien mit Spy Smasher Returns ein Zusammenschnitt des Serials in Spielfilmlänge.